# Verordening
Een verordening is een overheidsbesluit van algemene strekking. 
Enkele soorten verordeningen:
- Europese verordening, een wetgevend instrument van de Europese Unie
- Verordening (België), door het Brussels Hoofdstedelijk Gewest uitgevaardigde wetgevende akte

## Nederland
Soorten verordeningen:
- Provinciale verordening, door een Nederlandse provincie uitgevaardigde lokale "wetgeving"
- Gemeentelijke verordening, door een Nederlandse gemeente uitgevaardigde lokale "wetgeving", zoals de Algemene Plaatselijke Verordening
- Eilandsverordening, door een BES-eiland uitgevaardigde lokale "wetgeving"
- Waterschapsverordening, door een Nederlands waterschap uitgevaardigde lokale "wetgeving", zoals de Keur.
- Verordening van een gemeenschappelijke regeling

Een verordening is niet altijd een algemeen verbindend voorschrift. Zo bevat een exploitatieverordening ex art. 42 van de Wet op de Ruimtelijke Ordening geen algemeen verbindende voorschriften.
Zie voor het begrip verordening in het Nederlands recht ook: Besluit (Algemene wet bestuursrecht) en Algemeen verbindend voorschrift.
Een wijziging van een verordening van een lagere overheid wordt, anders dan een wetswijziging, meestal vormgegeven als het ingaan van een in zijn geheel gepresenteerde nieuwe versie met het intrekken van de oude versie. Er is dan dus geen aparte geconsolideerde versie nodig. Toch zijn er twee aparte zoekmethoden, zoeken in officiële bekendmakingen en zoeken in lokale wet- en regelgeving.